# Euopius kasyi
Euopius kasyi är en stekelart som beskrevs av Fischer 1988. Euopius kasyi ingår i släktet Euopius och familjen bracksteklar. Inga underarter finns listade i Catalogue of Life.